# Tacna (Metro de Lima y Callao)
Tacna es el nombre asignado a la undécima futura estación de la línea 3 del Metro de Lima y Callao en Perú. Será construida de manera subterránea en el distrito de Lima, ubicada en la avenida homónima.